# Пробитый, Иван Васильевич
Иван Васильевич Пробитый (Пробытый) — советский хозяйственный, государственный и политический деятель, Герой Социалистического Труда.

## Биография
Родился в 1923 году в селе Лесоводы. Член КПСС.
Партизан, участник Великой Отечественной войны, пулемётчик пулемётной роты 3-го мотострелкового батальона 29-й гвардейской мотострелковой бригады 1-го Украинского фронта. С 1947 года — на хозяйственной, общественной и политической работе. В 1947—1983 гг. — в дорожной бригаде, кладовщик, заместитель председателя колхоза, заведующий отделением колхоза «Украина» Городокского района Хмельницкой области.
Указом Президиума Верховного Совета СССР от 8 апреля 1971 года присвоено звание Героя Социалистического Труда с вручением ордена Ленина и золотой медали «Серп и Молот».
Умер в Хмельницком в 2006 году.